# Jesús Gómez Portugal Díaz
Jesús Gómez Portugal Díaz (Aguascalientes, Aguascalientes; 1820 - San Luis Potosí, San Luis Potosí; 5 de junio de 1875) fue un político y militar mexicano, Gobernador constitucional  del estado de Aguascalientes

## Biografía
Jesús Gómez Portugal nació en la ciudad de Aguascalientes en 1820, y murió en San Luis Potosí en junio de 1875. Con motivo de la invasión norteamericana se dio de alta como cabo en el Batallón de Aguascalientes, hasta obtener el grado de coronel. Entre la inestabilidad resultó electo Gobernador y comandante militar en 1857, convocó al Club Laboral para organizar y armar tropas que puso a las órdenes de Santos Degollado y sancionó las Leyes de Reforma. En 1863 fue deportado a París. Escondió la bandera nacional que portaba su escuadrón, a su regreso la entregó al Congreso del Estado de Aguascalientes, donde se conserva. Regresó para seguir combatiendo y ocupar nuevamente en 1866 la gubernatura del estado, en forma provisional, designado por Benito Juárez. Fue elegido gobernador constitucional para el periodo de diciembre de 1867 a 1871. En 1868 sancionó la nueva Constitución del estado, el 18 de octubre, en la que se lleva a precepto las Leyes de Reforma